# Tomas Asklund
Tomas Asklund poznatiji pod umjetničkim imenom Alzazmon (Švedska, 28. siječnja 1970.) je švedski bubnjar. Najpoznatiji je kao bubnjar black/death metal sastav kao što su Dissection, Dark Funeral, Dawn i Infernal. Također je glazbeni producent, inženjer zvuka i vlasnik glazbenog studija Monolith. Godine 2007. pridružio se sastavu Gorgoroth.

## Diskografija
Gorgoroth
- Quantos Possunt ad Satanitatem Trahunt (2009.)
- Under the Sign of Hell 2011 (2011.)
- Instinctus Bestialis (2015.)

Dissection
- Maha Kali (2004.)
- Reinkaos (2006.)

Dark Funeral
- Vobiscum Satanas (1998.)
- In the Sign... (2000.)

Infernal
- Summon Forth the Beast (2002.)